# Kirchham (Gemeinde Pöndorf)
Kirchham ist ein Ort im Hausruckviertel Oberösterreichs wie auch Ortschaft und Katastralgemeinde der Gemeinde Pöndorf im Bezirk Vöcklabruck. Er ist heute mit dem Weiler Pöndorf, Gemeindehauptort und ebenfalls eine Ortschaft, verwachsen.

## Geographie
Der Ort befindet sich etwa 30 Kilometer nordöstlich von Salzburg, 22 Kilometer westlich von Vöcklabruck und 8½ Kilometer von Vöcklamarkt.
Das Dorf Kirchham liegt am Südfuß des Kobernaußerwalds im Vöckla-Ager-Hügelland, direkt dort, wo dieses die Schmalstelle zum Alpenrand bildet, auf um die 560 m ü. A. Höhe. Der Kirchhamer Bach passiert den Ort westlich.
Der Kirchweiler Pöndorf ist heute vollständig in Kirchham eingewachsen. Er umfasst nominell 6 Adressen um die Pfarrkirche. Mit Pöndorf hat Kirchham etwa 75 Adressen mit etwa 200 Einwohnern.
Die Ortschaft Kirchham umfasst etwa 80 Gebäude mit etwa 220 Einwohnern, zum Ortschaftsgebiet gehört auch Rotte Sonnleiten südlich an der B1.
Die Katastralgemeinde Kirchham mit 1.567,5 Hektar erstreckt sich rund um das Dorf, von der Salzburger Landesgrenze im Süden und der Frankenmarkter Gemeindegrenze im Osten bis knapp an Meisterholz (711 m ü. A.) und Koglholz im Norden. Dazu gehören auch die Ortschaften Hechfeld, Volkerding, Matzlröth und Schwaigern unterhalb, sowie Unter- und Obermühlham, und Fellern, Haidach und Bergham oberhalb.
| Forstern (KG) Geretseck ∗ (KG) Landgraben (O)                                | Bergham (O)                                 | Walligen (KG, Gem. Fornach) Haidach (O)                                             |
| Haberpoint (KG) Obermühlham (O)                                              | Kompassrose, die auf Nachbargemeinden zeigt | Höhenwarth (KG, Gem. Frankenmarkt) Fellern (O) Frankenmarkt (KG, Gem. Frankenmarkt) |
| Untermühlham (O) Bruckmoos (KG, Gem. Straßwalchen, Bez. Salzburg-Umg., Sbg.) | Sonnleiten                                  | Stauf (KG, Gem. Frankenmarkt) Freudenthal (KG, Gem. Weißenkirchen i. A.)            |

∗ KG Geretseck nur kurz angrenzend

## Geschichte, Infrastruktur und Sehenswürdigkeiten
Der Ort Pogindorf wurde möglicherweise schon im Jahr 730 oder aber im Jahr 809 erstmals urkundlich erwähnt, als am 4. April ein Adalant einige Eigengüter dem Kloster Mondsee schenkte.
Kirchham ist als -ham-Ort ebenfalls alt und der ‚Ort bei der Kirche‘.
955 kamen die Orte zum Bistum Passau, und unterstanden ab 1138 Stift Mattsee. 1143 wurden sie Pfarrsitz (1438 Frankenmarkt, 1813 Straßwalchen unterstellt, 1891 wieder Pfarre).
Die heutige Pfarrkirche hl. Maximilian ist ein spätgotischer Bau, barockisiert und nach dem Brand 1803 wieder instand gesetzt. Sie steht unter Denkmalschutz. Hier bestand auch seit 1767 eine Dorfschule.
Der Ort war ab dem Spätmittelalter bedeutender Grenzort vom Herzogtum Österreich zum Erzstift Salzburg an der Straße von Wien über Linz nach Salzburg, westlich wurde um 1437 der Landgraben als Grenzwall erbaut. Der verlor erst mit der Übernahme des Innkreises 1799 die Bedeutung, als sich die Grenze zu Salzburg kurz Richtung Straßwalchen verlagert – 1803 wird das Erzbistum aufgehoben und Österreich ob der Enns angeschlossen. Die Kirche selbst stand exakt auf der historischen Grenze von Hausruck- und Innviertel, sogar der Friedhof war verwalterisch geteilt.
Als bei Schaffung der Ortsgemeinden 1848/49 die hiesigen Steuergemeinden zusammengefasst wurden, wurde die Gemeinde nach dem damals noch wichtigeren Pfarrdorf benannt, und zum Hausruckviertel gestellt.
1860 wurde bei Volkerding die Haltestelle Pöndorf der Bahnstrecke Frankenmarkt–Salzburg der Kaiserin-Elisabeth-Bahn eröffnet.
Bis heute ist der Ort als lokaler Verkehrsknotenpunkt wichtig: Südlich passiert die heutige B1 Wiener Straße, durch den Ort zweigt die L1282 Pöndorfer Straße nordwestlich ab, die 6½ km weiter bei Höcken auf die L508 Kobernaußer Straße trifft. Diese Route über Schneegattern – Friedburg war einst bedeutend, um den Salzburger Zoll zu umgehen, heute fährt man über das besser ausgebaute Straßwalchen.